# 金田町
金田町（かなだまち）は、福岡県の中央部に位置し、田川郡に属していた町で、2006年3月6日、方城町・赤池町と合併（新設合併）し、福智町（ふくちまち）となり、自治体としての金田町は消滅した。町役場は現在、福智町役場本庁となっている。
以下合併前日までの情勢を示す。

## 地理
- 河川 ： 彦山川、中元寺川

## 歴史
- 1873年（明治6年）- 3月 - 金田小学校創設[1]。
- 1887年（明治20年）4月 - 南木村と神崎村が合併し、神崎村となる。
- 1889年（明治22年） - 4月1日 - 　金田村と神崎村が合併して神田村になる[2]。
- 1893年（明治26年） - 2月11日 - 筑豊興行鉄道金田駅開通。直方〜金田間に鉄道が開通[3]。
- 1899年（明治32年） - 3月25日 - 九州鉄道株式会社、金田〜伊田間に鉄道開設[4]。
- 1900年（明治33年） - 8月1日 - 金田郵便局開業する[5]。
- 1911年（明治44年） - 神田村役場を新築移転[6]。
- 1916年（大正5年） - 5月27日 - 神田村から金田町になる[7]。
- 1917年（大正6年） - 金田町に電信局設置[8]。
- 1925年（大正14年） - 4月 - 金田保育所創立[9]。
- 1947年（昭和22年） - 4月1日 - 金田中学校創設[10]。
- 1954年（昭和29年） - 2月 - 金田郵便局移転[11]。
- 1954年（昭和29年） - 10月1日 - 上金田保育所創設[12]。
- 1961年（昭和36年） - 金田駅舎竣工[13]
- 1962年（昭和37年） - 金田町高架水槽竣工[13]。
- 1962年（昭和37年） - 10月- 金田町役場庁竣工[6]
- 1965年（昭和40年） - 5月 - 金田中央公民館竣工[14]。
- 1966年（昭和41年） - 上金田浄水場完成[15]。
- 1967年（昭和42年） -　給食室改築起工式金田小学校給食センター落成[16]。
- 1968年（昭和43年） - 1月 - 金田中学校校舎新築落成[17]。
- 1976年（昭和51年） - 4月1日 - 町立神崎同和保育所新築落成[9]。
- 1976年（昭和51年） - 10月 - 上金田保育所新築落成[18]。
- 1977年（昭和52年） - 4月1日 - 宝見保育所新築落成[12]。
- 1977年（昭和52年） - 4月 - 黒尾橋竣工[18]。
- 1977年（昭和52年） - 7月 - 内の丸橋完成[18]。
- 1980年（昭和55年） - 10月 - 町民会館新築落成[19]。
- 1980年（昭和55年） - 4月 - 金田小学校全面改築[20]。
- 1981年（昭和56年） - 10月 - 町民グランド完成[18]。
- 1981年 (昭和56年） - 9月25日 - 赤字団体申請[21]。
- 1982年 (昭和57年） - 3月 - 金田中央公民館を移転し金田町総合会館落成[14]。
- 1987年（昭和62年） - 3月 - ひらばる幼稚園を開園[22]。
- 1988年（昭和63年） - 金田陸橋完成[23]。
- 1989年（平成元年） - 1０月1日 - 平成筑豊鉄道開業[24]。
- 1991年（平成3年）　- 10月 - 金田町勤労者体育センター落成[25]。
- 1992年（平成4年） - 4月 - 金田町テニス場完成[25]。
- 1992年（平成4年） - 4月 - 町民多目的スポーツランド完成[25]。
- 1994年（平成6年） - 12月10日 - ふれあい塾開塾[26]。
- 1996年（平成8年） - 5月 - 新庁舎新築[27]。
- 2003年（平成15年） - 下田川三町任意合併協議会発足[28]。
- 2004年（平成16年） - 赤池町・金田町・方城町合併協議会設置[28]。
- 2005年（平成17年） - かなだスポーツセンター落成[28]。
- 2006年（平成18年）3月6日 - 方城町、赤池町と合併し福智町誕生、自治体消滅。

## 行政
- 町長 ： 大島道人（最終代、2004年12月4日〜2006年3月5日）

### 平成の大合併における合併の動き
2004年11月15日に合併の是非を問う町長選挙が実施され、合併推進派の吉田桃生町長が落選し、合併慎重派の大島道人が当選した。大島は赤池町、方城町との合併を白紙に戻す方針を表明した。しかし11月26日、町長選で落選した吉田町長が、任期が切れる直前に臨時議会を招集し、赤池・方城両町との合併関連議案を提案し一票差で可決したため、3町は12月1日、福岡県知事に対して合併を申請した。「合併議案を撤回したい」と発言している大島は12月4日に町長に就任したが、官報告示も行われ、2006年3月6日に金田町は方城町・赤池町と合併（新設合併）し、福智町となった。

## 経済
かつては町内に炭鉱が多数あり、石炭産業が町の経済を支えていたが、エネルギー革命などの影響で現在ではすべて閉山している。現在では農業のほか、炭鉱跡地に工業団地を誘致して経済基盤の維持を図っている。

## 地域

### 小・中学校
町立
- 金田小学校
- 金田中学校

## 交通

### 鉄道
- 平成筑豊鉄道
  - 伊田線
    - 人見駅 - 金田駅 - 上金田駅

金田駅からは糸田線が分岐している。

### バス路線
- 西鉄バス筑豊
  - 金田町 - 方城町 - 田川市

### 道路
町内に高速道路および一般国道は通っていない。

#### 県道（主要地方道）
- 福岡県道22号田川直方線
- 福岡県道95号添田赤池線

#### 一般県道
- 福岡県道407号金田方城線
- 福岡県道420号金田糸田田川線
- 福岡県道456号金田夏吉伊田線

## 名所・旧跡・観光スポット
- 日王の湯